# شورش مائو مائو

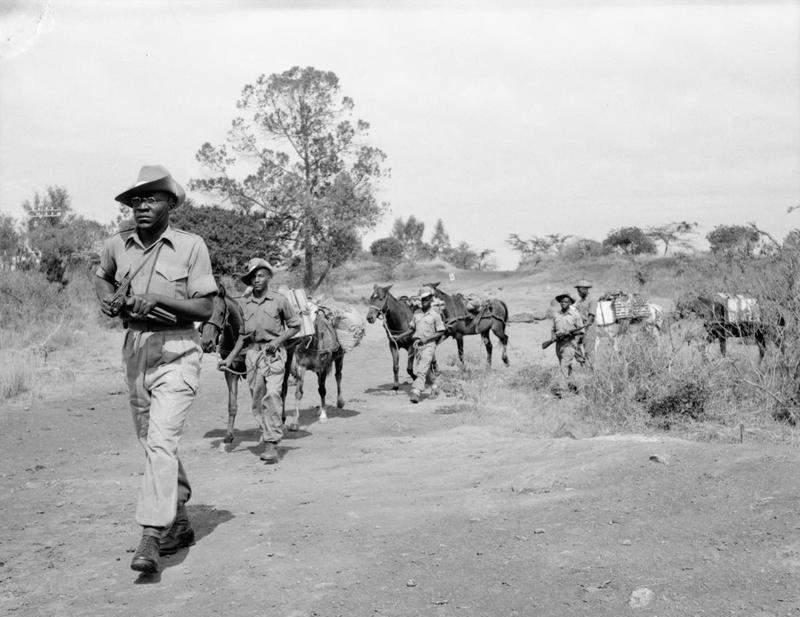
سربازان عسکری گردان تفنگداران آفریقایی پادشاه در حال آذوقه‌رسانی به نیروهای بریتانیایی درگیر با شورشیان مائو مائو.

شورش مائو مائو (به انگلیسی: Mau Mau Uprising) هم‌چنین مشهور به حرکت مائو مائو، شورشی دهقانی با هدف اولیه حق دست‌یابی به زمین‌های کشاورزی برای اکثریت سیاه‌پوست کنیا بود که به جنگ چریکی کشیده و نهایتاً به استقلال کنیا از استعمار امپراتوری بریتانیا انجامید. شورش مائو مائو از سال ۱۹۵۲ تا ۱۹۶۰ ادامه داشت در طول شورش مائو مائو، بیش از ۱۲ هزار نفر کشته و چندین هزار کنیایی روانهٔ بازداشتگاههای حکومت دست‌نشاندهٔ بریتانیا شدند.
کنیا در تاریخ ۱۲ دسامبر ۱۹۶۳ میلادی، رسماً از امپراتوری بریتانیا استقلال یافت.

## شکنجه دولتی
حکومت مستعمراتی بریتانیا متهم است که با خشونت‌های زیادی با افرادی که به اتهام عضویت در حرکت مائو مائو دستگیر می‌شدند برخورد می‌کرده. کار اجباری، اخته‌کردن و آزار و اذیت شدید جنسی از جمله این اتهامات است.

## منبع‌شناسی
- داستان ناگفتهٔ گولاگ بریتانیا در کنیا نوشتهٔ کارولین الکینز.[۷]